# Star Wars 1313
Star Wars 1313 est un projet de jeu vidéo d'action du studio LucasArts dont le développement est suspendu à la suite de la fermeture du studio en avril 2013. Il était prévu à l'origine sur PlayStation 3, Xbox 360 et Windows.
Le joueur contrôle un chasseur de primes tel Boba Fett dans les bas fonds de la planète Coruscant, ou plus précisément sous la surface du monde, à l'étage 1313, qui passe pour l'endroit le plus dangereux de la galaxie.

## Fermeture de LucasArts
À la suite du rachat de Lucasfilm par Disney à la fin de l'année 2012, la société mère décide de fermer le studio LucasArts en avril 2013. Toutefois le projet Star Wars 1313 aurait pu voir le jour car Disney a trouvé que le jeu avait du potentiel et qu'il avait fait forte impression, notamment lors du salon E3 de 2012.
Cependant, Disney n'a pas renouvelé la marque "Star Wars 1313" dans les listings de l'United States Patent and Trademark Office, qui n'est donc plus une marque déposée depuis le 23 décembre 2013, ce qui rend la sortie de ce jeu très peu probable.

## Anecdotes
Une référence y est faite dans la série d'animation Star Wars : The Clone Wars. Un arc de la saison 7, se déroule à l'étage 1313 de  Coruscant. 
Dans le roman Sombre apprenti, l' étage 1313 de Coruscant sert de point de rendez-vous entre le jedi Quinlan Vos et le jedi Obi-wan Kenobi pour parler de la mission de Quinlan. C'est ici aussi que Vos rencontre Ventress dans le but d’assassiner le comte Dooku. 